# Silvio Baracchini
Silvio Baracchini, född 28 augusti 1950 i Genua, är en italiensk vattenpolospelare (försvarare) som ingick i Italiens herrlandslag vid olympiska sommarspelen 1972 och 1976.
Baracchini gjorde ett mål i OS-turneringen 1972 där Italien var sexa. I OS-turneringen 1976 tog Italien silver. Baracchinis målsaldo i Montréal var sex mål.
Baracchini tog VM-brons 1975 i Cali, EM-brons 1977 i Jönköping och VM-guld 1978 i Västberlin. Landslagskarriären avslutade han 1979 efter att ha tagit silver vid Medelhavsspelen. Medaljen var den tredje raka vid Medelhavsspelen för Baracchini efter silver 1971 och guld 1975.